# Diaphania hyalinata
Espèce
Diaphania hyalinata (pyrale du melon ou pyrale du concombre) est une espèce d'insectes lépidoptères (papillons) de la famille des Crambidae, originaire d'Amérique.
Cet insecte phytophage est strictement inféodé aux plantes de la famille des Cucurbitaceae, sauvages ou cultivées. Les dégâts sont dus aux chenilles qui dévorent le limbe des feuilles, ne laissant subsister que les nervures, et dans certains cas s'attaquent aux fruits. L'espèce est considérée comme un ravageur des cultures de Cucurbitacées.

## Synonymes
L'espèce a été initialement décrite par Linné en 1767 sous le nom de Phalaena Geometra hyalinata (publié dans Systema naturæ).
- Phalaena Pyralis marginalis Stoll, 1781,
- Pyralis lucernalis Hubner, 1796,
- Phakellura hyalinatalis Guenée, 1854,
- Pyralis sapillitalis Weyenbergh, 1873,
- Phalaena Geometra hyalina Berg, 1875.

## Distribution
L'aire de répartition de Diaphania hyalinata comprend l'Amérique centrale, une grande partie de l'Amérique du Sud, les Antilles. En Amérique du Nord, l'espèce est limitée au sud des États-Unis, notamment la Floride.